# 辛酉迫害
辛酉迫害（：／ Sinyu Bakhae ?），舊稱辛酉邪獄（：／ Sinyu Saok ?），是發生在1801年，朝鮮純祖時期政府迫害天主教的事件。是朝鲜半岛史上首次全面镇压天主教运动，朝鲜西学也因此受到沉重打击。

## 背景
明朝末年朝鲜使节李睟光、郑斗源、许筠、李光庭等出使明朝时接触了在燕京（北京）的天主教耶穌會传教士汤若望、顾拉茂（Jean de Grammont）等人，带回了许多汉译西方书籍及红夷炮、千里镜、自鸣钟、坤輿萬國全圖等西方事物，朝鲜知识界兴起“西学”。
清朝时燕京行使经常去北京天主四堂，朝鲜出现李瀷、安鼎福、丁若镛等实学家，洪大容、朴趾源、朴齐家等北学派亦对“西学”感兴趣。李晬光在其著作《芝峰类说》中有《天主实义》，许筠也了解天主教。安鼎福、申虎丹等星湖（李瀷）学派及北学派批判天主教，而李檗、李承薰、丁若镛、丁若鍾、丁若銓、權哲身、權日身等主张“补儒”，接纳天主教。
朝鲜早期天主教信徒基本都是南人出身的实学知识分子。1777年（朝鲜正祖元年）秋，权哲身、丁若铨等在京畿道走鱼寺讲学，修习天主教义，1784年初，冬至使书状官李承薰在北京受洗，成为朝鲜第一个天主教徒。回国时暗中携带大量天主教书籍及圣画、圣像，并为李檗、权日身进行洗礼，到1784年秋已有数十人受洗，朝鲜教会由此形成了。
朝鲜正祖时，朝鲜形成了天主教会，广泛传教，正祖将天主教定为“邪教”加以禁止，但未采取大规模镇压措施。朝鲜纯祖即位，大王大妃金氏（贞纯王后）垂帘听政，贞纯王后是“僻派”势力，敌对方是“时派”势力。
1762年的“壬午祸变”思悼世子（庄献世子）被朝鲜英祖活活饿死，同情庄献世子的为时派，支持英祖的为僻派。老论中的洪鳳漢、金祖淳，南人中的蔡济恭及少论的李晚秀、李時秀等为“时派”，以正祖为靠山；老论中的金龟柱、洪麟漢、沈煥之及南人中的洪義浩、睦萬中等人为“僻派”，以英祖妃贞纯王后为靠山。亲天主教的李承薰、李家煥、丁若镛等南人及老论金健淳均属于“時派”。正祖偏袒时派、打压僻派，流放贞纯王后的哥哥金龟柱。
蔡济恭和正祖相继在1799年和1800年过世，僻派掌权，以铲除天主教为名打击报复，有党争因素，是僻派夺权的口实，所以最终适可而止。

## 經過
西方的天主教在當時傳入朝鲜王朝，清朝的天主教傳教士趁著朝鮮王室對西方曆法、科學感到興趣的機會，想藉機進入朝鮮傳播天主教義。於是和來到中國北京的朝鮮使臣來往，天主教傳教士向朝鮮使臣傳播天主教的教義，使得許多朝鮮使臣紛紛受洗成為天主教徒。並於正祖八年（1784年），由在朝鲜的信徒自行展開了秘密傳教的行動，並組織朝鮮天主教地下會，向朝鮮人民傳教，因此信徒逐漸增加。
但是朝鮮教會屬於自發性質，沒有經過羅馬教會的任命的神職人員，所以一些儀式不符合天主教義，1790年北京教区派澳门人吴约翰赴朝鲜，到中朝边境凤凰城未得朝鲜教徒迎接而折返。1793年，权哲身派燕行使中的译官信徒尹有一、池璜再次恳请派神父，於是朝鮮教會就從中國請來與長得朝鮮人相似的苏州人周文謨前來朝鮮傳教，周文謨在中朝边境滞留10个月后，得到尹有一、池璜等人的迎接并化装成朝鲜人，1795年初潜入朝鲜，于是朝鲜教会终于有了圣职人员（最早的朝鲜神父是后来的金大建）。朝鲜有4000名天主教徒，经过周文谟的几年努力，辛酉邪狱前夕朝鲜教徒发展到10000人，入教教徒不分兩班（士大夫）、中人、常民、賤民，包括王族恩彦君的妻子宋氏和儿媳申氏以及一些宫人。
朝鮮政府認為在朝鮮傳教的天主教為邪教，所以不斷地處決天主教徒，1801年（朝鲜纯祖元年，辛酉年）正月初十，贞纯王后金大妃颁布教旨，申明天主教“无父无君”、“毁灭人伦”、“背驰教化”，下令全面肃清。朝鲜实施“五家作统法”，五家为一统，统首负责向官府告发，如隐匿不告，五家连坐。
周文謨為了要保護在朝鮮的天主教徒於是主動向李氏朝鮮投案，於1801年在朝鮮京城漢陽（今首爾）處決，眾多朝鮮天主教徒和西方進步思想家如李承薰、丁若鏞等人，不是被流放就是遭到處決，此案稱為「辛酉邪獄」。
中国神父周文谟以下300余人陆续被处死，有名的朝鲜人有前县监李承薰、前正言李家焕、李端源、前承旨丁若镛、前正言洪樂敏、权哲身、丁若鍾、女会长姜完淑及其家族（教徒崔必恭和天主教总会长崔昌顯在金大妃禁教教旨发布前已被捕）相继被捕下狱。李家焕、权哲身刑讯死于狱中。二月二十六日，丁若鍾、崔昌显、崔必恭、洪教萬、洪乐敏、李承薰等被判斩首示众，丁若铨、丁若镛兄弟有悔意，改流放。
三月十二日，周文谟为保护信众自首，供出金健淳等信徒及恩彦君之妻宋氏和儿媳申氏，于是金大妃下令赐死宋氏、申氏，后来赐死恩彦君，同时抓捕金健淳、姜彝天、李喜英等人。四月将周文谟枭首于军门，金健淳等亦被斩。
四月二十五日，全罗道观察使金達淳将天主教徒柳恒儉、柳觀儉、尹持憲等押送汉城，牵连二百余人被捕。大部分人背教而获释，柳恒俭、柳观俭兄弟及尹持宪、金宇集等最后因里通外国被处死，随后姜完淑、洪弼周母子等人也被问斩。义禁府、刑曹和捕盗厅，地方监狱人满为患，大部分教徒背教求生，十二月十八，朝鲜追夺纵容天主教的蔡济恭官职。十二月二十二日，昌德宫仁政殿举行讨邪陈贺仪式，国王纯祖颁布《斥邪纶音》。

## 黄嗣永帛书事件
九月二十九日，黃嗣永（教名是亞歷克西斯）被捕，搜出他试图发给教廷的帛书。帛书认为辛酉邪狱是天主教与传统价值观的冲突加上时僻党争的共同作用。主张西方捐助朝鲜教友，教廷应说服清朝吞并朝鲜，隶属宁古塔，派亲王监国，以朝鲜宗室女为清朝皇后，请西方出动数百艘军舰，数万精兵，武力解决朝鲜打压天主教。黄嗣永被凌迟处死，成为量刑最重者。

## 外部反应
朝鲜冬至兼陈奏使曹允大向清朝礼部呈上讨邪奏文及缩略版黄嗣永帛书，清廷反应平淡，并不相信朝鲜教徒与北京传教士联系，未因周文谟被处死而问责朝鲜。

## 分析
辛酉邪狱是朝鲜王朝首次官方全面镇压迫害天主教的政治运动，朝鲜王朝改变正祖放任天主教“自起自灭”的态度，从此开展镇压天主教国策，天主教“无君灭伦”、“招寇卖国”。来自西方的一切事物及思想都被彻底禁断，“卫正斥邪”成为主流思潮，“西学”遭扼杀，朝鲜文人除了李圭景、崔漢綺等个别实学家在书斋中研究“西学”外纷纷远离西学。

## 史家评论
李能和指出：“纯祖辛酉教狱事，僻派西人即焕（沈煥之）、观（金觀柱）、裕（權裕）、淳（金達淳）等实主之，而其里面有大王大妃金氏”。
姜万吉说：“与其说是16世纪以来延续下来的党争政治状况在延长线上出现的一个结果，毋宁理解为是可称为18世纪后半期相对进步政治势力——实学势力的活动（即实学思想家对西学的倡导）的反动”。
李元淳：“从此，对天主教的迫害，不止于对天主教本身的迫害，而是基于对‘天主教’追本溯源的构想，把迫害的对象无端地扩大到‘天主教信仰和伦理——天学——西学的理方面——西学’，最终将禁压对象扩大为对西学的全面封锁和全面弹压。由于执权者们不具备区分西学之‘理’(宗教、伦理方面）和‘器’(科学、技术方面）的慧眼，盲目地强烈弹压，就连对朝鲜王朝后期社会近代化作出过贡献的西欧科学、技术也一概被拒斥，犯下了历史性错误。容受并采用先进的科学与技术是当时历史赋予的责任。但是朝鲜王朝对此却全面回避、抵制，沉浸在固守传统上，延误了近代化的进程。” 

## 后续
朝鲜天主教未遭持续镇压不久就恢复元气，不断发展壮大，又接连引发了己亥邪狱、丙午邪狱、丙寅邪狱等朝鲜政府的镇压行动。